# Romanização da Galiza
A Romanização da Galiza, região fundada em 216 por Caracala e que abrangia a Astúria e a Cantábria, desencadeou novos processos sociais e artísticos. É discutível se a autonomia política, até a invasão germânica, teve conseqüências lingüísticas.